# Выжгов
Выжгов (укр. Ви́жгів) — село в Вишневской сельской общине Ковельского района Волынской области Украины.
До 2020 года входило в Любомльский район.
Код КОАТУУ — 0723384702. Население по переписи 2001 года составляет 252 человека. Почтовый индекс — 44353. Телефонный код — 3377. Занимает площадь 0,82 км².